# Magnolia (Delaware)
Magnolia é uma vila localizada no estado americano de Delaware, no condado de Kent.

## Geografia
De acordo com o United States Census Bureau, a vila tem uma área de 0,3 km², onde todos os 0,3 km² estão cobertos por terra.

### Localidades na vizinhança
O diagrama seguinte representa as localidades num raio de 8 km ao redor de Magnolia.

## Demografia
Segundo o censo nacional de 2010, a sua população é de 225 habitantes e sua densidade populacional é de 723,9 hab/km². Possui 96 residências, que resulta em uma densidade de 308,9 residências/km².